# Cabo Rocha
Cabo Rocha (nome verdadeiro: Manuel Vieira da Rocha) foi um militar participante do Combate da Ponte da Azenha, evento que marcou o início da Revolução Farroupilha. Neste combate, feriu o Visconde de Camamu, que estava encarregado pelo governo provincial da segurança, e havia sido enviado em patrulha para averiguar os boatos que corriam na cidade sobre um ataque de revoltosos. Camamu debandou fugindo a pé, permitindo a tomada de Porto Alegre.
Antes, lutara na Guerra Cisplatina.